# Сатови (роман)
Сатови је криминалистички роман британске списатељице Агате Кристи први пут објављен у Великој Британији од стране издавачке куће "Collins Crime Club" 7. новембра 1963. и следеће године у САД од стране издавачке куће "Dodd, Mead and Company". У роману се појављује белгијски детектив Херкул Поаро. Британско издање се продавало по цени од 16 шилинга, а америчко издање по цени од 4,5 долара.
У роману Поаро није посетио ни једно место злочина нити је разговарао са било којим сведоком или осумњиченим. Он је прихватио изазов да докаже своју тврдњу да се злочин може решити само коришћењем интелекта. Роман означава повратак делимичног приповедања у првом лицу, технике коју је Кристијева у великој мери користила у ранијим романима о Поароу, али коју је користила у претходном роману са Аријадном Оливер Код Белог коња (1961). Постоје две испреплетене радње: загонетка на којој Поаро ради из своје фотеље док полиција ради на лицу места и шпијунска прича из Хладног рата испричана у приповедању из првог лица.
Рецензије у време објављивања сматрале су да је писање у складу са начином Кристијеве, али су пронађене негативне стране: убиство лика који је пружио корисне податке сматрано је „прљавим“ и „недостојним“ спсатељице и „не тако заносним“. Насупрот томе, Барнардов у прегледу из 1990. каже да је то био "живахан, добро испричан, мало вероватан касни примерак" Кристиног писања. Свидели су му се сатови на почетку и био је чудно разочаран што су то лажни трагови.

## Радња
Шила Веб, дактилографкиња у агенцији госпођице Мартиндејл, стиже на поподневни састанак на Полумесечев венац у Краудену у Сасексу и проналази добро обученог старијег мушкарца избоденог а смрт окруженог са шест сатова од којих су четири стали у 4:13, а сат са кукавицом откуцао је 3 сата. Кад је једна слепа жена ушла у кућу и замало згазила леш, Шила вриштећи истрчава из куће у загрљај младићу који пролази улицом.
Тај човек, агент Посебног огранка или МИ5 Колин "Ламб" узима Шилу под своју бригу. Он истражује траг из белешке пронађене у џепу мртвог човека. Слово М, број 61 и скица полумесеца исписана на малом хотелском папирићу (скицирано у књизи). На Полумесечевом венцу 19, дому слепе госпођице Пебмарш, почиње полицијска истрага убиства. Посетница покојника се показала лажном. Његова одећа не открива ништа друго јер су све етикете уклоњене. Убијен је обичним кухињским ножем. Колин и инспектор Хардкасл саслушавају суседе. Њихови домови су у близини места убиства у улици или код задње стране врта у овом необично уређеном викторијанском стамбеном насељу. Колин се допао Шили.
Хардкасл саслушава госпођу Лотон, тетку која је одгајила Роузмери Шилу Веб. Роузмери је име на сату пронађеном на месту убиства, али је тај сат нестао пре него што га је полиција изузела. Колин се обраћа за помоћ Херкулу Поару, старом очевом пријатељу, да истражи случај. и изазива га да то учини из своје фотеље. Он Поароу даје податке у танчине. Поаро прихвата и затим упућује Колина да даље разговара са суседима.
Специјалиста судске медицина је током истраге објаснио да је хлоралхидрат дат жртви пре него што је убијен. Након истраге, Една Брент, једна од тајница, изражава збуњеност због нечега што је речено на претресу. Она покушава, али не успева да то пренесе Хардкаслу. Убрзо је пронађена мртва у телефонској говорници на Полумесечевом венцу задављена својим шалом. Идентитет покојника још није познат. Госпођа Мерлина Рајвал (право име Флоси Гап) препознаје покојника као свог бившег супруга Харија Каслтона. Колин напушта Британију ради свог случаја и путује иза гвоздене завесе у Румунију, а враћа се са подацима који су му биле потребни, али не и са особом за коју се надао да ће је пронаћи. Пратећи Поароов савет, Колин разговара са суседима. У стамбеној згради преко пута затиче десетогодишњу девојчицу Џералдин Браун. Она је посматрала и снимала догађаје на Полумесечевом венцу док је била у својој соби са сломљеном ногом. Она открива да је нова служба за прање веша испоручила тешку корпу веша ујутру након убиства. Колин то преноси Хардкаслу.
Хардкасл говори госпођи Рајвал да њен опис преминулог није тачан. Узнемирена, она зове особу која ју је умешала у овај случај. Упркос томе што ју је полиција пратила, она је пронађена мртва на стајалишту Викторија убодена у леђа. Поароово почетно виђење овог случаја је да појава сложености мора да је ту како би прикрила сасвим једноставно убиство. Сатови су лажни трагови као и присуство Шиле и уклањање покојниковог новчаника и кројачких ознака на одећи. Колин обавештава Поароа о наредним посетама.
У соби у хотелу "Крауден", Поаро говори инспектору Хардкаслу и Колину Ламбу шта је закључио. Из пажљиве хронологије закључује шта је Една схватила. Она се вратила раније са ручка на дан убиства јер јој је штикла пукла, а власница госпођица Мартиндејл је није приметила. Госпођица Мартиндејл није примила телефонски позив у време за које је тврдила да јесте, а и једина је особа која је имала побуду да убије Едну. На основу тог измишљеног позива, она је послао Шилу у кућу госпођице Пебмарш на стенографисање. Госпођица Пебмарш је порицала да је тражила ову услугу. Госпођа Бленд, једна од сусетки, споменула је да има сестру док је први пут разговарала са Хардкаслом. Поаро је открио да је та сестра госпођица Мартиндејл.
Садашња госпођа Бленд је друга госпођа Бленд. Господин Бленд је рекао да је његова супруга једини живи потомак па ће наследити породично наслеђе, али не може да буде и једина наследница и да има сестру. Прва жена господина Бленда умрла је у Другом светском рату. Он се убрзо затим поново оженио другом Канађанком. Породица његове прве жене тако је темељно прекинула комуникацију са њом да нису знали да је умрла. Шеснаест година касније, прва жена је најављена као наследница прекоморског богатства као последњи познати потомак. Када је ова вест стигла до Блендових, они су одлучили да друга госпођа Бленд мора да се представи као прва и заварали су британско заступничко предузеће које је тражило наследницу. Када ју је Квентин Дугуесклин, који је познавао прву жену и њену породицу, потражио у Енглеској, направљен је план за његово убиство. План је био једноставан уз додатак сатова на основу необјављеног рукописа приче који је госпођица Мартиндејл прочитала.
Госпођу Рајвал су убили пре него што је рекла полицији ко ју је ангажовао. Господин Бленд и његова свастика мислили су да ће њихов план збунити полицију док је госпођа Бленд сматрала да је залог у њиховим плановима. Господин Бленд је оставио Дугесклинов пасош на путовању у Булоњ, а то путовање је поменуо Колину у лежерном разговору. Поаро сматра да људи откривају много у једноставном разговору. Поаро је претпоставио да се ово путовање догодило па ће покојников пасош бити пронађен у земљи која се разликује од земље у којој је убијен и то дуго пошто пријатељи и породица у Канади схвате да је он нестао на одмору у Европи. Нестали сат са натписом "Роузмери" је пронађен. Колин је схватио да га је Шила узела и бацила у суседову корпу за отпатке кад је видела да је то њен сат украден док је био слат на поправку часовничару.
Колин окреће своју белешку наглавачке и схвата да на њој у ребусу пише Полумесечев венац 19 Госпођица Милисент Пебмарш је средиште ланца који преноси податке другој страни у Хладном рату користећи Брајево писмо како би копирала њихове поруке. Он је одлучио да се ожени Шилом и схвата да је госпођица Пебмарш Шилина мајка, а тиме и његова будућа ташта па јој је дао два сата предности да прекине ланац. Она је једном изабрала циљ уместо свог детета па је тако било и сад када је потегла мали смртоносни нож. "Ламб" ју је разоружао па су њих двоје сачекали полицију чврсти у својим уверењима. Роман се завршава са два писма инспектора Хардкасла Поароу у којима му говори да је полиција пронашла све чврсте доказе за затварање случаја. Госпођа Бленд, мало милосрднија од своје сестре, признала је све на саслушању.

## Ликови
- Херкул Поаро, познати белгијски детектив.
- Инспектор Дик Хардкасл, истражно лице.
- Наредник Креј, полицајац у случају.
- Колин "Ламб", британски обавештајац, наговештено је да је син надзорника Бетла.
- Госпођица Кетрин Мартиндејл, власница тајничког бироа "Кевендиш" и сестра Валери Бленд. Дактилографи су добили надимак „Сенди Кет“. Радила је са зетом на убиству Дугесклина и убила Едну Брент.
- Шила Веб, дактилографкиња из Тајничког бироа "Кевендиш".
- Госпођа Лотон, тетка Шила Веб која ју је одгајала од раног детињства.
- Една Брент, дактилографкиња из тајничког бироа "Кевендиш" која је убијена.
- Госпођица Милисент Пебмарш, слепа учитељица и становница у Полумесечевом венцу 19.
- Џејмс Вотерхаус, становник у Полумесечевом венцу 18.
- Едит Вотерхаус, Џејмсова сестра.
- Госпођа Хеминг, станарка у Полумесечевом венцу 20.
- Џосаја Бленд, грађевинац и снановник у Полумесечевом венцу 61. Убио је Дугесклина.
- Валери Бленд, рођена Хилда Мартиндејл, друга супруга Џосаје Бленда и сестра госпођице Кетрин Мартиндејл.
- Квентин Дугесклин, пријатељ породице прве госпође Бленд, убијен је и остављен у кући госпођице Пебмарш.
- Госпођа Ремзи, станарка у Полумесечевом венцу 62 коју је супруг напустио.
- Бил Ремзи, старији син госпође Ремзи (11 година).
- Тед Ремзи, млађи син госпође Ремзи, такође је дошао из школе на празнике.
- Ангус Мекнотон, професор у пензији, станар у Полумесечевом венцу 63.
- Госпођа Мекнотон, Ангусова жена.
- Гретел, кућна помоћица Мекнотонових из Данске.
- Мерлина Рајвал, пијун која је убијена.
- Пуковник Бек, Колинов надређени у британској обавештајној служби.
- Џералдин Браун, девојчица која живи прекопута Полумесечевог венца 19.
- Ингрид, дадиља Џералдин Браун из Норвешке.

## Књижевни значај и пријем
Френсис Ајлс (Ентони Беркли Кокс) разматрао је роман за часопис Чувар 20. децембра 1963. године када је рекао: "Нисам тако сигуран да је за ово добар почетак откриће једног странца у предграђу у дневној соби са четири чудна сата који показују исто време, али након тога прича, иако читљива као и увек, има склоност да виси. Такође постоји и једна врло отрцана ствар, кључни сведок убијен када је открио кључне податке што је прилично недостојно госпође Кристи".
Морис Ричардсон из часописа Посматрач (10. новембар 1963.) закључио је текст речима: "Не тако ревносно као обично. Ипак, доста домишљатости око времена."
Роберт Барнард: "Живахан, добро испричан и мало вероватан касни примерак романа у ком се морају прихватити два шпијуна и три убице који живе у једном насељу. Ствар са сатовима невероватна и интригантна сама по себи, али нестаје на крају. Четрнаесто поглавље садржи Поарова разматрања о другим измишљеним детективима и различитим стиловима и народним школама писања крими прича."

## Помињање других дела
- У четрнаестом поглављу Поаро помиње један од својих омиљених случајева се односе на причу "Немејски лав", прву причу из збирке прича Херкулови задаци.
- У двадесетчетвртом поглављу помиње се Поарова улога у "Женском водичу за случајеве убистава". Ово је препричано у роману Вашар злочина.
- У двадесетпетом поглављу, Ламб упознаје девојчицу са ногом у гипсу која дане проводи гледајући кроз прозор суседе којима је дала маштовите надимке. Подстрек за овај део је вероватно филм Алфреда Хичкока из 1954. године Прозор у двориште чиме је дат наговештај класике. У истом поглављу, девојчица помиње сусетку госпођицу Булстрод, мада изгледа мало вероватно да је тај лик иста госпођица Булстрод из романа Мачка међу голубовима.

## Екранизација
Екранизација у виду епизоде телевизијске серије Поаро са Дејвидом Сачетом у насловној улози за канал ITV снимљена је као 1. епизода 12. сезоне и емитована у Великој Британији 2010. године. У епизоди су играли и Том Бурк као поручник Колин Рејс, Џејми Винстон као Шила Веб, Лесли Шарп као госпођица Мартиндејл и Ана Мејси као госпођица Пебмарш. У овој епизоди је Ана Мејси остварила последњу улогу, а ITV је епизоду посветио у знак сећања на њу. Чарлс Палмер (који је такође режирао епизоду "Ноћ вештица") режирао је ову епизоди, а сценарио је написао Стјуарт Харкорт (који је такође написао сценарио за епизоду "Убиство у Оријент експресу"). Екранизација је снимљена на у Доверу, Доверском двору и заливу Сент Маргарет.
Поставка екранизација је померена из доба Хладног рата шездесетих на тридесете године прошлог века (држећи је у складу са другим екранизацијама Поароових случајева смештених у исту деценију) уз даљу промену места из Краудена у Сасексу у Довер у Кенту. Иако је главна радња романа задржана, у екранизацији је учињено неколико значајних промена, међу којима је и измена подзаплета романа због промене поставке:
- Ликови господина и госпође Мекнотон и Џералдин Браун избачени су из екранизације. Три друга лика замењена су новим: позорника Џенкинса у улози Хардкасловог помоћника заменио је наредник Креј у полицијским истрагама, подадмирал Хамлинг пуковника Бека на месту Колиновог надређеног, а Кристофер Мабут и његове ћерке Меј и Џени Ремзијеве на адреси Полумесечев венац 62 и укључени су у подзаплет.
- Ликови који су задржани у екранизацији доживели су неке промене: госпођица Пебмарш је мајка која је остала без два сина у Првом светском рату и није ни у каквом роду са Шилом. Шила нема породицу, а детињство је провела у дому. Колин ради као обавештајац за МИ6, а не за Посебни огранак док му је презиме промењено у Рејс чиме је постао сродник (тачније син) пуковника Рејса. Брентовој је име промењено из Една у Нора, а њено убиство се десило у близини бироа "Кевендиш", а не на Полумесечевом венцу. Џејмс и Едит Вотерхаус постали су Метју и Рејчел Вотерхаус, Јевреји који су побегли из Немачке како би избегли прогон нациста.
- За разлику од романа, Поаро је укључен у случај од самог почетка када га је Колин замолио за помоћ. Он је стога био присутан на разговорима са свим осумњиченима и сведоцима случаја као и на саслушању на Полумесечевом венцу и у бироу "Кевендиш" и њихове околине.
- Времену „4 и13“ придодат је већи значај по томе што наговештава број хотелске собе коју је Шила редовно посећивала под покрићем радног састанка како би водила тајну љубавну везу са новим ликом, досадним професором Пурдијем. Госпођица Мартиндејл је знала за везу и потајно је презире и користи је како би помогла оптужбу против Шиле за прво убиство.
- Неки трагови и догађаји су промењени екранизацији: траг комбија хемијског чишћења дала је госпођа Хемингс. Господин Бленд није одлазио у иностранство ради подметања доказа. Шила није бацила сат са натписом Роузмери већ га је задржала јер га јој је поклонила мајка коју никада није упознала. Оружје је Шили подметнула госпођа Бленд после претреса. Мерлинино убиство догодило се у Доверу, а не у Лондону, а њено тело пронашли су Хардкасл и Џенкинс убрзо пошто су је изгубили док су је пратили.
- Због промене у поставци, подзаплет романа морао је бити значајно измењен да би то одражавао. Док су учешће госпођице Пебмарш и трагови белешки једини делови који су остали неизмењени, велики део остатка је промењен како би имао везу са шпијунажом пре Другог светског рата:
  - Госпођица Пебмарш је део мале скупине која жели да ослаби Британију у случају да зарати са Немачком. Њене побуде за поступке је спречавање даљег губитка младог живота у рату након што је изгубила синове у Првом светском рату. За разлику од романа, њена шема је откривена пре него што је Поаро расплео убиства.
  - Анабел Ларкин, Фиона Ханбери и Кристофер Мабут су нови ликови створени за измењени подзаплет. Анабел и Мабут завереници у шеми Пебмаршове - Анабел помаже у кријумчарењу списа из дворца у Доверу у којем ради, Пебмаршова их умножава, а Мабут их пребацује немачким агентима током својих редовних путовања у Француску. Фиона је прва особа која је открила шему када је открила да је Анабел умешана у њу. И Анабел и Фиона погинуле су у језивој несрећи коју је ненамерно изазвао сукобом две жене - Анабел сазнаје да је откривена и покушава да спречи Фиону да је разоткрије. Обе жене прегазила су кола док су се рвале на улици.
  - У екранизацији, белешку коју Колин користи створила је Фиона коју је узео када је препознао њено тело у месној мртвачници, а истрага га није одводила ван земље за разлику од романа.
  - Подзаплет се испреплиће са главним заплетом на два места:- Колинови разлози за помоћ Шили подстакнути су дубоким жаљењем што није помогао Фиони када је открила да је Анабел умешана у кријумчарење па стога није био присутан када је погинула. Истрага почетног убиства доводи до тога да се између Мабута и Пебмаршове догодила свађа коју госпођа Хемингс погрешно разумела, али за коју Поаро схвата да се односи на списе које су умножавали и морали да пребаце да не би били откривени.
  - Госпођица Пебмарш се није опирала хапшењу за разлику од романа у којем то чини након што је откривена.
  - Колин је погрешно оптужио Вотерхаусове који су укључени у подзаплет да су умешани у шему Пебмаршове. Његова грешка произишла је из чињенице да је утврђено да су из Немачке због мањих грешака у изговору.
- Неки делови Поароовог расплета случаја промењени су у екранизацији:
  - Рапслет се дешава у бироу "Кевендиш", а не у његовој хотелској соби. Блендови, госпођица Мартиндејл и Шила су такође присутни да га чују за разлику од романа у ком су били присутни само Хардкасл и Колин.
  - Госпођа Бленд признаје своју умешаност у злочин током расплета, а не након привођења на саслушање у полицији.
  - Грегсонова прича која је коришчена као основа за злочин је објављена у екранизацији, а Поаро је памти као пуну сатова, лажног препознавања и погрешног усмеравања, а невиној особи је подметнуто тако да делује неразумно због чега полиција постаје још сумњичавија.
  - Мерлина и госпођа Бленд се познају и откривено је да су обе радиле у позоришту.
  - Док је за убијеног на крају романа откривено да се зове Квентин Дугесклин, у екранизацији га нико није именовао. Уместо тога, Поаро је једноставно открио у свом расплету да је он или рођак или пријатељ прве госпође Бленд. Поаро је у вези Дугесклина рекао Хардкаслу само следеће: "Ја мислим да није важно ко је он него ко је он".